# Захаров, Алексей Юрьевич
Алексе́й Ю́рьевич Заха́ров (род. 9 марта 1971, Архангельск) — российский государственный деятель. С 13 марта 2019 года — заместитель Генерального прокурора Российской Федерации, Прокурор Московской области с 10 октября 2013 по 13 марта 2019 года. Государственный советник юстиции 1 класса. Почётный работник прокуратуры Российской Федерации.
Муж Юлии Шойгу, зять Сергея Шойгу, экс-министра обороны Российской Федерации.

## Биография
Алексей Захаров родился 9 марта 1971 года в посёлке Первомайский города Архангельска.
В период с 1989 по 1991 проходил службу в Вооружённых Силах СССР.
В 1995 году окончил Саратовскую государственную академию права по специальности "Юриспруденция".
В 1996 году — старший следователь Раменской городской прокуратуры Московской области, г. Раменское Московской области.
С 1996 по 1997 год — старший следователь прокуратуры города Жуковского Московской области.
В 1997 году — помощник, старший помощник прокурора города Жуковского Московской области.
С 1997 по 2000 год работал заместителем прокурора города Жуковского Московской области. 
С 2000 по 2001 год — прокурор, старший прокурор третьего зонального отдела управления по надзору за следствием, дознанием и оперативно-розыскной деятельностью в органах внутренних дел Главного следственного управления Генеральной прокуратуры Российской Федерации, г. Москва.
С 2001 по 2002 год — заместитель Басманного межрайонного прокурора города Москвы.
С 2002 по 2009 год — Басманный межрайонный прокурор города Москвы. 
С 2009 по 2010 год — заместитель Северо-Западного транспортного прокурора, г. Калининград. 
C 2010 по 2013 год — заместитель прокурора города Москвы. 
С апреля 2013 года работал в Генеральной прокуратуре Российской Федерации заместителем начальника Главного управления по надзору за следствием — начальником управления по надзору за следствием в МВД России и ФСКН России.
10 октября 2013 года единогласно утверждён Московской областной думой на должность прокурора Московской области.
13 марта 2019 года Совет Федерации назначил Алексея Захарова на должность заместителя Генерального прокурора России.
Указом Президента Российской Федерации от 30.12.2021 № 736 присвоен классный чин государственный советник юстиции 1 класса.

## Личная жизнь
Зять бывшего Министра обороны Российской Федерации Сергея Шойгу — муж его старшей дочери Юлии. Имеет двоих детей: дочь Дарью и сына Кирилла.

## Награды
- медаль ордена «За заслуги перед Отечеством» II степени;
- знак «За заслуги перед Московской областью» I степени[6];
- ведомственные награды:
  - нагрудный знак «Почётный работник прокуратуры Российской Федерации»;
  - нагрудный знак «За безупречную службу в прокуратуре Российской Федерации»;
  - медаль «290 лет прокуратуре России»;
  - медаль «300 лет прокуратуре России».